# Erioptera (Ctenerioptera) caledonia
Erioptera (Ctenerioptera) caledonia is een tweevleugelige uit de familie steltmuggen (Limoniidae). De soort komt voor in het Australaziatisch gebied.